# David Grisman
David Jay Grisman  (nacido el 23 de marzo de 1945) es un mandolinista estadounidense. Su música combina bluegrass, folk y jazz en un género que él llama "música Dawg". Fundó el sello discográfico Acoustic Disc, que publica sus grabaciones y las de otros músicos acústicos. Fue incluido en el Salón de la Fama Internacional de la Música Bluegrass en 2023.

## Biografía
Grisman creció en un hogar judío conservador  en Passaic, Nueva Jersey. Su padre era un trombonista profesional que le dio lecciones de piano cuando tenía siete años. Cuando era adolescente tocaba el piano, la mandolina y el saxofón.
A principios de la década de 1960, asistió a la Universidad de Nueva York. Perteneció a la Even Dozen Jug Band con Maria Muldaur y John Sebastian. Tocó en la banda de bluegrass The Kentuckians dirigida por Red Allen, luego en la banda de rock psicodélico Earth Opera con Peter Rowan. Se mudó a San Francisco, conoció a Jerry García y apareció en el álbum American Beauty de Grateful Dead. Tocó en la banda de bluegrass de García, Old & In the Way, con Peter Rowan y Vassar Clements.  Cuando Grisman tenía 17 años, Doc Watson lo invitó al escenario para tocar la mandolina con él e interpretar "In the Pines".
García lo llamó "Dawg" en honor a un perro que lo seguía mientras conducían en Stinson Beach, California. "Dawg Music" es lo que Grisman llama su mezcla de bluegrass y jazz influenciado por Django Reinhardt / Stéphane Grappelli  como se destaca en su álbum Hot Dawg (grabado en octubre de 1978, lanzado en 1979). Fue la combinación de Grisman de jazz de la era Reinhardt, bluegrass, folk, música de bandas de cuerdas del Mediterráneo del Viejo Mundo, así como jazz fusión moderno, lo que llegó a encarnar la música "Dawg".

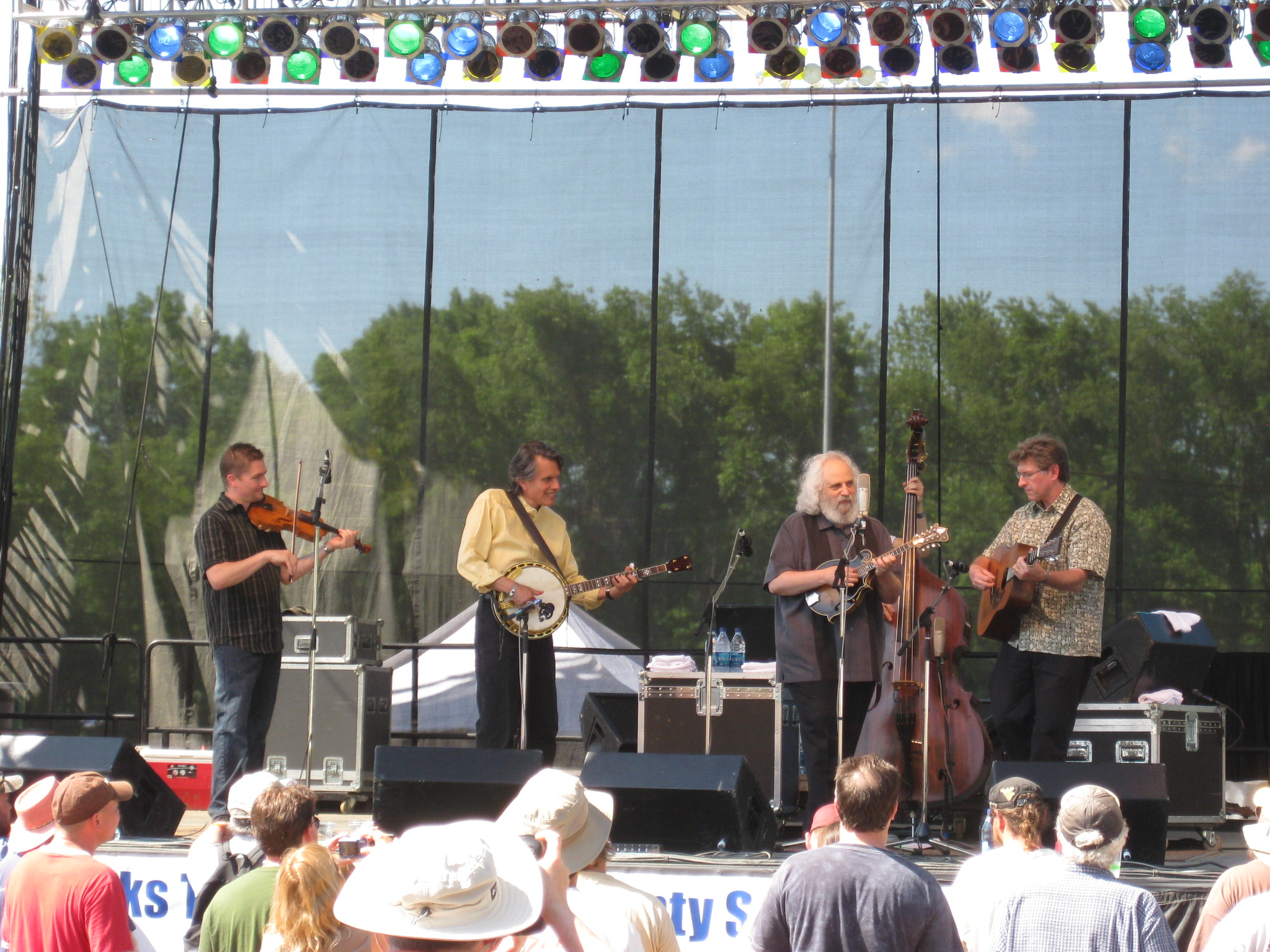
La David Grisman Bluegrass Experience se presenta en DelFest el 30 de mayo de 2010.

En la década de 1970, fundó el quinteto David Grisman con Darol Anger, Joe Carroll, Todd Phillips y Tony Rice. Lanzaron su primer álbum homónimo en 1977 para Kaleidoscope Records y el segundo, Hot Dawg, dos años después para Horizon Records, la división de jazz de A&M Records. Cuando el quinteto grabó para Warner Bros. Records, la membresía cambió para incluir a Mike Marshall, Mark O'Connor y Rob Wasserman, con apariciones ocasionales del violinista de jazz Stéphane Grappelli.
En la década de 1980, Grisman formó el sello discográfico Acoustic Disc, que publicó sus grabaciones y las de otros músicos acústicos. La parte folk y bluegrass de su personalidad surgió cuando grabó con Mark O'Connor, Tony Rice y Andy Statman.

## Familia
Grisman está casado con Tracy Bigelow y estuvo casado dos veces antes. Tiene tres hijos adultos: Samson, Gillian y Monroe. Samson, un bajista y músico de sesión de grabación que vive en Portland actúa a menudo con su padre. Gillian, una cineasta que vive en Novato, California, dirigió Grateful Dawg y el documental musical Village Music: Last of the Great Record Stores.
Monroe Grisman, llamado así por el pionero de la música bluegrass Bill Monroe, vive en Fairfax, California, y toca en la banda tributo a Tom Petty, Petty Theft.

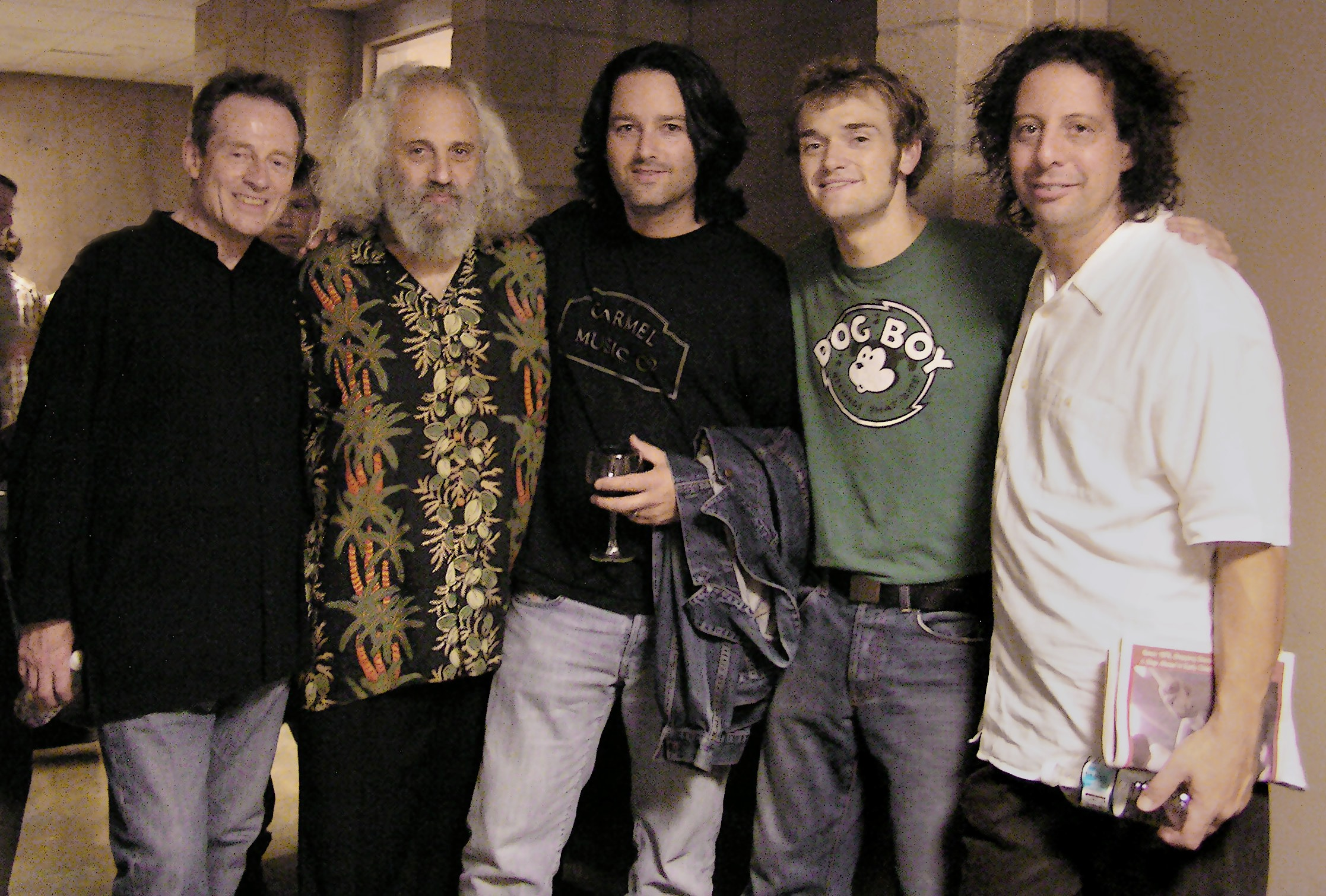
Simposio de mandolina Agosto de 2004 Entre bastidores con John Paul Jones, David Grisman, Monroe Grisman, Chris Thile y Mike Marshall

## En el medio
La canción de Grisman "Dawggy Mountain Breakdown" fue el tema de apertura de Car Talk en NPR.
Grisman demandó a YouTube en mayo de 2007, afirmando ante un tribunal federal que se debería exigir a YouTube que impidiera que las personas subieran ilegalmente grabaciones de su música. Los abogados de Grisman solicitaron la desestimación voluntaria de la demanda.
El documental Grateful Dawg (14 de octubre de 2001) narra la amistad entre Jerry García y David Grisman.
Grisman fue juez de la sexta y séptima edición anual de los Independent Music Awards para apoyar a los artistas independientes.
Escribió gran parte de la música bluegrass para la película Big Bad Mama de 1974 dirigida por Roger Corman. Fue tocado por la Great American Music Band y fueron grabados y mezclados por Bill Wolf.

## Discografía
- 1976 The David Grisman (Rounder Records)
- 1977 The David Grisman Quintet (Kaleidoscope)
- 1978 Hot Dawg (Horizon)
- 1980 Early Dawg (Rounder Records)
- 1980 Quintet '80 (Warner Bros.)
- 1981 Stephane Grappelli/David Grisman Live (Warner Bros.)
- 1981 Mondo Mando (Warner Bros.)
- 1983 Here Today (Rounder Records)
- 1982 Dawg Jazz/Dawg Grass (Warner Bros.)
- 1983 David Grisman's Acoustic Christmas (Rounder Records)
- 1983 Mandolin Abstractions (Rounder Records) con Andy Statman
- 1984 Acousticity (MCA)
- 1987 Svingin' (Zebra)
- 1988 Home Is Where the Heart Is (Rounder Records)
- 1990 Dawg '90 (Acoustic Disc)
- 1991 Bluegrass Reunion (Acoustic Disc)
- 1991 Jerry Garcia / David Grisman (Acoustic Disc) con Jerry Garcia
- 1993 Dawgwood (Acoustic Disc)
- 1993 Not for Kids Only (Acoustic Disc) con Jerry Garcia
- 1993 Common Chord (Rounder Records)
- 1994 Tone Poems (Acoustic Disc) con Tony Rice
- 1995 Tone Poems 2 (Acoustic Disc) con Martin Taylor
- 1995 Dawganova (Acoustic Disc)
- 1995 Songs of Our Fathers (Acoustic Disc) con Andy Statman
- 1996 Shady Grove (Acoustic Disc) con Jerry Garcia
- 1996 DGQ-20 (Acoustic Disc)
- 1997 Doc & Dawg con Doc Watson
- 1998 So What (Acoustic Disc) con Jerry Garcia
- 1999 Retrograss (Acoustic Disc)
- 1999 Dawg Duos (Acoustic Disc)
- 1999 I'm Beginning to See the Light (Acoustic Disc)
- 2000 The Pizza Tapes (Acoustic Disc) con Jerry Garcia y Tony Rice
- 2000 Tone Poems 3 (Acoustic Disc)
- 2001 Grateful Dawg (Acoustic Disc) con Jerry Garcia
- 2001 Traversata (Acoustic Disc) con Carlo Aonzo y Beppe Gambetta
- 2001 New River con Denny Zeitlin
- 2002 Dawgnation (Acoustic Disc)
- 2003 Hold On, We're Strummin' (Acoustic Disc) con Sam Bush
- 2003 Life of Sorrow (Acoustic Disc)
- 2004 Been All Around This World (Acoustic Disc) with Jerry Garcia
- 2006 New Shabbos Waltz (Acoustic Disc) with Andy Statman
- 2006 Dawg's Groove (Acoustic Disc)
- 2006 DGBX (Acoustic Disc)
- 2007 The Living Room Sessions
- 2007 Satisfied (Acoustic Disc) con John Sebastian
- 2011 Folk Jazz Trio (Acoustic Disc)
- 2011 Live at Wigmore Hall 4/21/96 (Acoustic Disc)
- 2016 Del & Dawg Live! (Acoustic Disc)
- 2016 David Grisman Sextet (Acoustic Disc)
- 2017 Muddy Roads (Acoustic Disc)
- 2017 Frank 'n' Dawg (Acoustic Disc) con Frank Vignola
- 2017 Pickin (Acoustic Disc) con Tommy Emmanuel
- 2019 The Dawg Trio (Acoustic Disc) con Danny Barnes y Samson Grisman